# Inmigración irlandesa en Paraguay
La inmigración irlandesa en Paraguay es el movimiento de ciudadanos provenientes de Irlanda al Paraguay.

## Historia

### Presencia en las Reducciones Jesuíticas
Bajo el régimen colonial español, el actual territorio de Paraguay incluyó las provincias argentinas de Tucumán, Córdoba y Buenos Aires , las cuales estaban sujetos a la Adelantado de Asunción.
Hacia el final del siglo XVI, arribaron a la región los jesuitas, bajo la autorización del gobernador Hernando Arias de Saavedra, con el fin de intervenir en los abusos cometidos por los conquistadores españoles hacia los indígenas.
Las reducciones jesuíticas comprendieron treinta ciudades autónomas de los indios guaraníes dispersos a lo largo de ambos lados del río Paraná, que hoy forma la frontera entre el este de Paraguay y norte de Argentina.
Las continuas malocas cometidas por los traficantes de esclavos blancos del sur de Brasil convencieron a los jesuitas respecto a la necesidad de establecer estas misiones. Las primeras fueron fundadas en los últimos años de ese siglo, por tres miembros de la Compañía de Jesús, entre ellos el irlandés Thomas de Campo (1547-1626) de Limerick, el cual se aventuró en el área para trabajar con los guaraníes.
El mismo había ingresado a la orden en Roma, en 1574 y llegó al Brasil el 31 de diciembre de 1577; donde pasó diez años como académico de Piratininga, actual São Paulo. En 1587 se trasladó a Paraguay, llegando a Asunción en compañía del padre Ortega de Portugal y el padre Saloni de Italia.
Thomas de Campo se familiarizó con los guaraníes a través de sus viajes misioneros, y sus recomendaciones relativas a la evangelización iban a tener una gran influencia en la creación de las misiones jesuitas. Asistió a la importante sínodo de 1603, donde se tomaron las decisiones para establecer las misiones o reducciones como se les llamaba.
De Campo falleció en Asunción en 1626 y está acreditado por el historiador irlandés jesuita, el P. Aubrey Gwynn, de ser el primer sacerdote irlandés para celebrar una ceremonia católica en el continente americano.
Otros jesuitas irlandeses siguieron de campo de Thomas en el trabajo en las misiones de Paraguay. Ellos fueron el P. Thomas Browne, de Waterford (1656-1717), el hermano William Leny de Dublín (1692-c1760) y el Padre Thaddeus Ennis, quien estaba trabajando en las reducciones en el momento de la expulsión de los jesuitas. 
Por su parte, el hermano Andrew Stritch llegó al Paraguay cuando la Compañía fue expulsada y fue deportado a Italia, donde murió en 1773.

### El gobernador Murphi
Gobernador del Paraguay desde 1766 hasta 1772, el teniente coronel Carlos Morphi, fue un oficial español en relación con la familia de Murphy en el sur de Irlanda. Morphi fundó la ciudad de Caacupé, en abril de 1770.

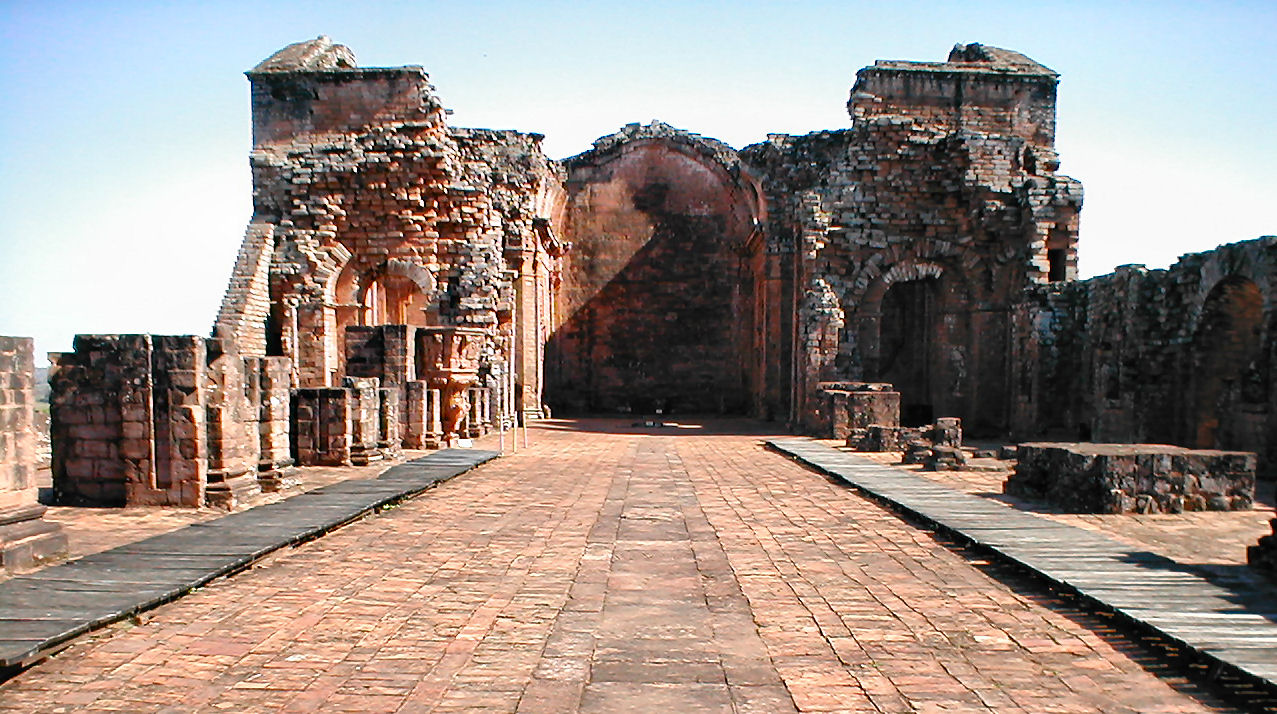
Las ruinas jesuitas de la Santísima Trinidad del Paraná, en la ciudad de igual nombre, departamento de Itapúa, Paraguay.

Cuando recibió la orden de expulsar a los jesuitas, Morphi ayudó a los sacerdotes para ocultar y destruir documentos, y él se escapó de Paraguay. 
Fue procesado por esta acción y enviaron de regreso a España. No sólo la cultura y la música florecieron en las misiones, sino que además poseía algunas de las imprentas más antiguas de América, la cual publicaba libros en lengua guaraní.
Enfurecidas por la defensa de los jesuitas de los pueblos originarios, las autoridades coloniales finalmente convencieron al rey Carlos III para expulsara a la orden de su territorio en 1767. Esto allanó el camino para el colapso de las misiones jesuitas en Paraguay .
Sin embargo, el legado de las reducciones vive en la ausencia de una clase propietaria de las tierras en esta parte de América del Sur, que hizo del Paraguay un estado progresista a mediados del siglo XIX. 
Paraguay logró su independencia en 1811 y el guaraní es hoy una de las más importantes lenguas indígenas en el continente americano.

### La Gran hambruna irlandesa
Décadas después, en la posguerra del 70, se produjo el arribo de algunos inmigrantes irlandeses, provenientes de la Argentina y del Brasil.
Estos habían abandonado la isla debido a la Gran hambruna irlandesa, la cual fue una situación de falta de alimentos ocurrida en Irlanda entre los años 1845 y 1849, causada entre otros motivos por la escasez de papa, alimento básico de las clases más desfavorecidas.
Los cultivos de papa en Irlanda fueron atacados por el organismo protista Phytophthora infestans (de la clase de los Oomicetos, del phylum de los Estramenópilos, antiguamente llamados «hongos acuáticos»), que en menos de una semana arruinó toda la producción de ese rubro del país.

Esta hambruna motivó dos millones de desplazamientos y otros tantos irlandeses emigraron a Inglaterra, Estados Unidos, Canadá, Uruguay, Argentina, México y Australia en lo que se conoció como la diáspora irlandesa. Entre muertes y migraciones, Irlanda perdió más de un cuarto de su población.

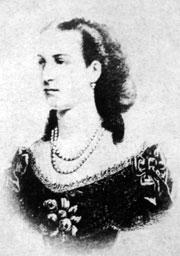
Madame Lynch.

## LaMadame Lynch
Sin duda, una de las figuras irlandesas más importantes de la historia paraguaya fue Elisa Alicia Lynch (1835-1886).
Nacida en Cork y perteneciente a una familia aristocrática, se casó, por arreglo de su familia; con un médico militar francés llamado Xavier de Quatrefages, quien la llevó a vivir a Argelia.
La joven esposa de 17 años no soportó más de dos años la dura vida en el Sahara, por lo que abandonó a su marido y fue a vivir a París, donde en 1853 conoció a Francisco Solano López en su visita diplomática a Francia.
Regresaron juntos a Asunción y en 1862, López se convirtió en presidente y Eliza Lynch la primera dama de Paraguay. Años después, ella tuvo un papel activo durante la Guerra de la Triple Alianza (1864-1870).

## Apellidos irlandeses en Paraguay

### Doldán
El apellido irlandés H'Oldan, que se transformó en Doldán, tiene una antigüedad de unos 200 años en el país.
Los miembros de esta estirpe eran gente muy católica y marinera con desendencia de la Dinastía de Normandía. Hacia 1580 se establecieron en el norte de España huyendo de las persecuciones de la reina Elizabeth I. Fue en esa época en que el apellido toma su forma actual: H'Oldan = Doldán.
Hacia 1780, algunos de sus miembros se radican en Buenos Aires, como el caso del marino Manuel Doldán, quien se dedicaba a actividades comerciales entre la capital porteña y Asunción, donde le sorprende la gesta emancipadora de 1811, junto con sus hijos Manuel, Salvador y Cayetano. La nueva situación política fue adversa a estos ciudadanos, pues se ganaron la enemistad del dictador Francia.
Por ello, una rama de los estos adoptó el apellido Roldán, como el caso de la madre del aviador Silvio Pettirossi, cuyo apellido era Pereira Roldán.
Además de los Doldán radicados en la capital paraguaya, miembros de esta familia se asentaron en la zona del Guairá (hacia 1860 figuraba en antiguos mapas una colonia Doldán cerca de Villarrica); en Itá y en Villa Oliva, donde eran afamadas las estancias de los Doldán Ibieta.

### Gallagher
Este apellido sería una traducción del apellido galés O'Gallchobhair. El clan desciende del guerrero Gallchobar y de un rey de Irlanda.

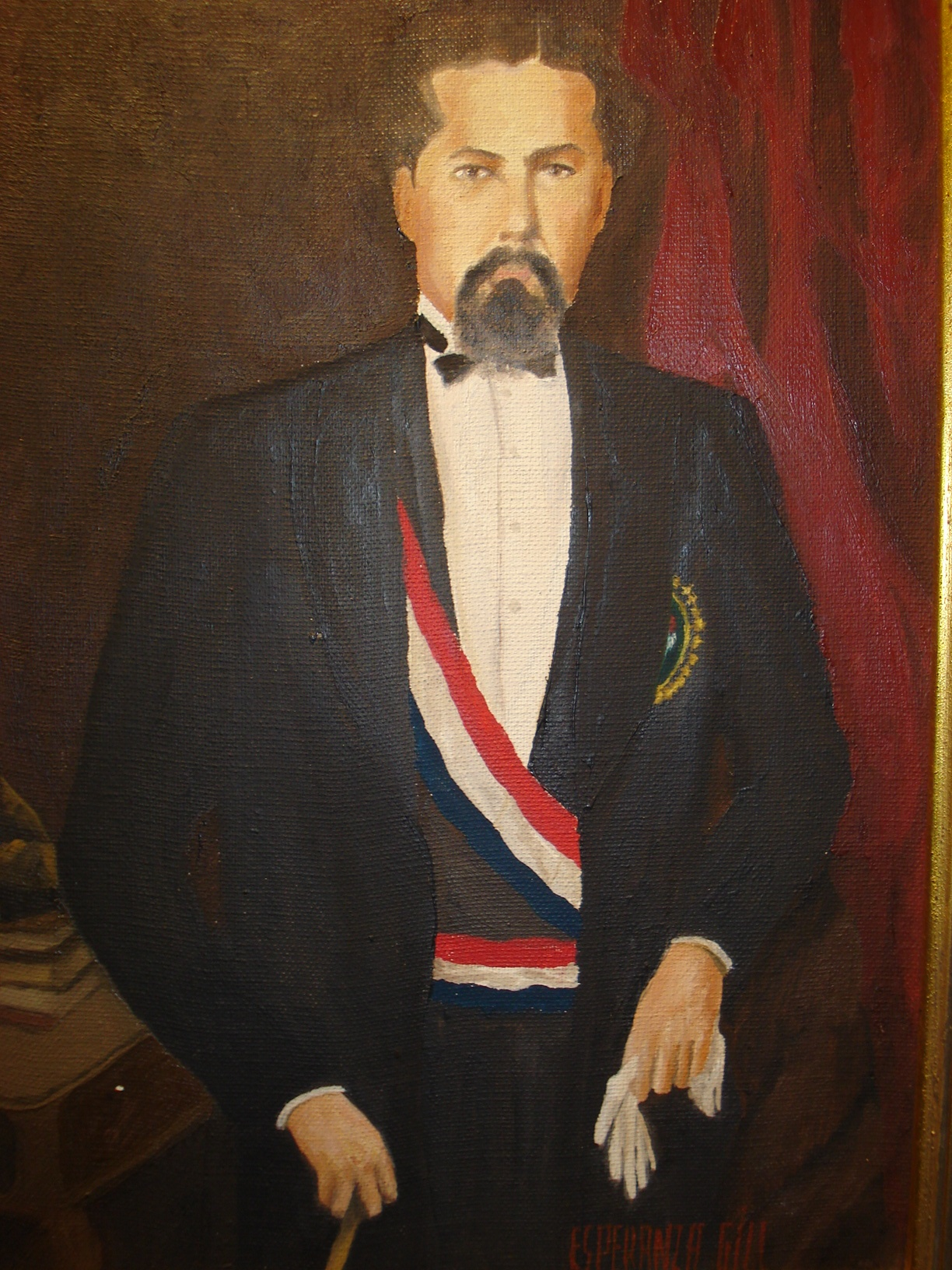
Juan Bautista Gill (1840-1877)

Los Gallagher fueron uno de los clanes más importantes en Donegal y fueron los dueños de tierras en las baronías de Raphoe y Trihugh, y de un castillo en Ballyshannon.
La introducción de este apellido al país se dio a través de Esteban Gallagher, quien en 1915 llegó a la zona de Fuerte Olimpo y dedicó su vida a la ganadería. En la actualidad, aproximadamente unas 200 personas llevan este apellido en Paraguay.

### Pettengill
Este es un nombre étnico inusual para designar a alguien proveniente de Portugal. El nombre deriva del latín tardío Portucale, que originalmente se refería sólo a la base comercial de Oporto y sus alrededores (Portus Cales, del latín portus, puerto y Cales el nombre antiguo de la ciudad).
La ortografía inglesa del siglo XIII para Portugal era Portingale.El nombre puede haber sido un apodo para alguien que tenía conexiones comerciales con el lugar. La primera ortografía registrada del nombre de familia es la de Walterus Filius Portingalliae, que data de 1201, en "Kings Rolls of Suffolk", durante el reinado del rey Juan I el "Sin Tierra" (1199-1216).
A lo largo de los siglos, los apellidos en todos los países han seguido "desarrollándose", lo que a menudo lleva a variantes asombrosas de la ortografía original, que incluyen Pettingall, Pettingill, Pettengell, Puttergill.
Los representantes de este linaje se establecieron en Paraguay a fines del siglo XIX, tras haber recalado previamente en el Brasil.

## Personas destacadas
- Teresita Benegas O'Hara: destacada chef y gastrónoma.
- Clyde Cowan: actriz de teatro.
- Alexis Gallagher: cirujano plástico y político.
- Juan Bautista Gill: presidente de la República (1874-1877).
- Juan Francisco Panchito López Lynch: héroe de la Guerra contra la Triple Alianza.
- Marilut Lluis O'Hara: periodista radial y de prensa escrita.
- Juan Emiliano O'Leary: periodista, historiador y político.
- Carlos y Jorge Pettengill: músicos, integrantes del dúo Vocal Dos.
- Luis Pettengill: empresario, expresidente del club Cerro Porteño.
- Patricia Serafini Geoghegan: miss Paraguay 1995.
- Gustavo Torres Pettengill : futbolista, abogado y empresario.
- Romina Valdez Pettengill : cantante lírica paraguaya.